# 大良野鸡卷
大良野鸡卷是顺德大良的特色菜肴。

## 历史
关于大良野鸡卷的来由，有几种未经考证的说法。
- 兰州名菜“炸野鸡卷”经由明代翰林院侍读学士黄谏改良引进;
- 清末叶顺德大良镇北门某菜馆的店主兼厨师，绰号子喉良的李铨发明
- 1920年代大良趸头（即现今的华盖市场内）宜春园酒家董程师傅创。他有一道叫“雪耳鸡皮”的菜色，用肥嫩鸡肉连皮烹制。制作该款菜剩下大量碎鸡皮和碎鸡胸肉，他就用猪肉卷起鸡肉油炸，称为“炸鸡卷”，推出后大受欢迎导致鸡肉碎不够用，于是他改用瘦肉代替并改良制法。因为没有用鸡肉，所以叫“野鸡卷”。

但据顺德档案馆藏史料中结合考证发现，制法略有不同的“大良野鸡卷”在清朝时已有。

## 特色
正宗的大良野鸡卷，并不使用鸡肉，而是将肥猪肉、瘦猪肉和火腿肉切条，以肥肉垫底铺上瘦肉再铺上火腿肉，蒸熟后油炸而成。